# Boileau-Narcejac
Pour les articles homonymes, voir Boileau et Narcejac.
Boileau-Narcejac est la signature commune de Pierre Louis Boileau (Paris 9e, 28 avril 1906 - Beaulieu-sur-Mer, 16 janvier 1989) et Pierre Ayraud, dit Thomas Narcejac (Rochefort-sur-Mer, 3 juillet 1908 - Nice, 7 juin 1998), écrivains français de romans policiers, dont certains ont donné lieu à des adaptations cinématographiques par Henri-Georges Clouzot et Alfred Hitchcock. Ils ont aussi participé au scénario de Les Yeux sans visage, de Georges Franju. L'écrivain Jean-Philippe Arrou-Vignod s'est également inspiré de leurs romans.

## Biographie
Fils d'un directeur de service dans une agence maritime, Pierre Boileau va à l'école communale de la rue Turgot à Paris où il a pour camarade Pierre Lazareff.
Pierre Ayraud, dit Thomas Narcejac, est né à Rochefort-sur-Mer et a grandi à Saintes. Il tient son pseudonyme du lieu-dit Narcejac où il allait pêcher durant sa jeunesse.
En 1948, Boileau et Narcejac font connaissance à l'occasion du dîner, offert par Albert Pigasse et la Librairie des Champs-Élysées dans une brasserie de Paris, en l'honneur de Narcejac qui vient de remporter le prix du roman d'aventures pour La mort est du voyage. Boileau a lui-même reçu la même distinction dix ans plus tôt pour Le Repos de Bacchus. Leur conversation est très animée, leur entente, parfaite. Dès ce jour, ils conviennent d'écrire ensemble « Quelque chose de différent. Quelque chose qui laiss[erait] sa chance au roman-roman, c'est-à-dire au jeu des personnages, car ils semblent toujours bien étranglés dans le roman policier « classique ».» C'est le début de leur association.
Une première tentative de renouveler le genre policier paraît en 1951 avec L'Ombre et la Proie sous le pseudonyme d'Alain Bouccarèje (anagramme de Boileau-Narcejac). Puis, le tandem publie, sous le pseudonyme Boileau-Narcejac, Celle qui n'était plus, un roman qui assoit leur notoriété sur le plan international. Suivent peu après d'autres succès, notamment Les Visages de l'ombre (1953), D'entre les morts (1954), …Et mon tout est un homme (1965), Les Veufs (1970).
Les deux auteurs se voient rarement en raison de leur façon de travailler : « Nous avons toujours travaillé par correspondance et nous continuons… Chacun avait droit à plusieurs jours de réflexion pour ruminer les objections de l'autre. Se vexer à retardement ? Impensable. Notre méthode est immuable, Pierre [Boileau] invente l'intrigue et Thomas [Narcejac] écrit… C'est Pierre qui […] tape [les manuscrits de Narcejac] à la machine en les améliorant au passage. ».
Dans les années 1970, ils reçoivent l'autorisation des héritiers de Maurice Leblanc pour concevoir, sous forme d'habiles pastiches, de nouvelles aventures à Arsène Lupin. Ils se lancent aussi dans la littérature d'enfance et de jeunesse avec la série des Sans Atout qui relate les aventures d'un jeune garçon détective amateur.
Leur fructueuse collaboration prend fin en 1989 par le décès de Pierre Boileau. Thomas Narcejac continue un temps seul, avant de mourir en 1998.

## Œuvre

### Romans

#### Signés Pierre Boileau
- La Pierre qui tremble, Paris, Éditions de France, coll. « À ne pas lire la nuit » no 36 (1934)
- La Promenade de minuit, Paris, Éditions de France, coll. « À ne pas lire la nuit » no 50 (1934)
- Six Crimes sans assassin[5], Paris, Éditions de France, coll. « À ne pas lire la nuit » no 134 (1939)
- Le Repos de Bacchus, Paris, Librairie des Champs-Élysées, coll. « Le Masque » no 252 (1938)
- Les Trois Clochards, Paris, Fayard (1945)
- L'assassin vient les mains vides, court roman paru dans France-Soir (1945)
- Les Rendez-vous de Passy, Paris, Librairie des Champs-Élysées, coll. « Le Masque » no 398 (1951)

#### Romans signés Thomas Narcejac
- L'Assassin de minuit, Paris, Athéné, coll. « La Mauvaise Chance » no 3 (1945)
- La police est dans l'escalier, Paris, Portulan, coll. « La Mauvaise Chance » no 16 (1946)
- La Nuit des angoisses, Paris, S.E.P.E., coll. « Le Labyrinthe » (1948)
- La mort est du voyage, Paris, Librairie des Champs-Élysées, coll. « Le Masque » no 355 (1948)
- Faut qu'ça saigne, Paris, Édition Scorpion, coll. « Les Gants noirs » (1948), en collaboration avec Terry Stewart
- Slim entre en scène, Paris, Amiot-Dumont, coll. « L'As de pique » no 2 (1949), en collaboration avec Terry Stewart sous le pseudonyme John Silver Lee
- Slim n'aime pas le mélo, Paris, Amiot-Dumont, coll. « L'As de pique » no 4 (1949)
- Le ciel est avec Slim, Paris, Amiot-Dumont, coll. « L'As de pique » no 6 (1949)
- La Colère de Slim, Paris, Amiot-Dumont, coll. « L'As de pique » no 9 (1949)
- Slim a le cafard, Paris, Amiot-Dumont, coll. « L'As de pique » no 11 (1949)
- Slim chez Tito, Paris, Portulan, coll. « L'Empreinte » (1950)
- Slim et les Soucoupes volantes, Paris, Portulan, coll. « L'Empreinte » (1950)
- Le Goût des larmes ou Dix de der, Paris, Portulan, coll. « L'Empreinte » (1950)
- Le Mauvais Cheval, Paris, Presses de la Cité (1951)
- Liberty Ship, Paris, Presses de la Cité (1952)
- Une seule chair, Paris, Presses de la Cité (1954)
- Le Grand Métier, Paris, Presses de la Cité (1955)
- Libertalia ou le Pirate de Dieu, Paris, Presses de la Cité (1979)

#### Signés Boileau-Narcejac
- L'Ombre et la Proie, dans la Revue des deux mondes (1951-1952) ; réédition, Paris, Denoël, coll. « Crime Club » no 2 (1958), signé Alain Bouccarèje
- Celle qui n'était plus, Paris, Denoël (1952)
- Les Visages de l'ombre, Paris, Denoël (1953)
- D'entre les morts (1954) ; réédition sous le titre Sueurs froides, Paris, Denoël (1958)
- Les Louves, Paris, Denoël (1955)
- Le Mauvais Œil, Paris, Denoël (1956)
- Au bois dormant, Paris, Denoël (1956)
- Les Magiciennes, Paris, Denoël (1957)
- À cœur perdu, Paris, Denoël, coll. « Crime Club » no 9 (1959),
- L'ingénieur aimait trop les chiffres, Paris, Denoël, coll. « Crime Club » no 12 (1959)
- Maléfices, Paris, Denoël, coll. « Crime Club » no 34 (1961)
- Maldonne, Paris, Denoël, coll. « Crime Club » no 205 (1962)
- Les Victimes, Paris, Denoël, coll. « Crime Club » no 222 (1964)
- … Et mon tout est un homme, Paris, Denoël, coll. « Sueurs froides » (1965)
- La mort a dit : Peut-être, Paris, Denoël, coll. « Sueurs froides » (1967)
- La Porte du large, Paris, Denoël, coll. « Sueurs froides » (1969)
- Delirium, suivi de L'Île, Paris, Denoël, coll. « Sueurs froides » (1969)
- Les Veufs, Paris, Denoël, coll. « Sueurs froides » (1970)
- La Vie en miettes, Paris, Denoël, coll. « Sueurs froides » (1972)
- Opération Primevère, Paris, Denoël, coll. « Sueurs froides » (1973)
- Frère Judas, Paris, Denoël, coll. « Sueurs froides » (1974)
- La Tenaille, Paris, Denoël, coll. « Sueurs froides » (1975)
- La Lèpre, Paris, Denoël, coll. « Sueurs froides » (1976)
- L'Âge bête, Paris, Denoël, coll. « Sueurs froides » (1978)
- Carte vermeil, Paris, Denoël, coll. « Sueurs froides » (1979)
- Les Intouchables, Paris, Denoël, coll. « Sueurs froides » (1980)
- Terminus, Paris, Denoël, coll. « Sueurs froides » (1980)
- Box-office, Paris, Denoël, coll. « Sueurs froides » (1981)
- Mamie, Paris, Denoël, coll. « Sueurs froides » (1983)
- Les Eaux dormantes, Paris, Denoël, coll. « Sueurs froides » (1984)
- La Dernière Cascade, Paris, Denoël, coll. « Sueurs froides » (1984)
- Schuss, Paris, Denoël, coll. « Sueurs froides » (1985)
- Mister Hyde, Paris, Denoël, coll. « Sueurs froides » (1987)
- Champ clos, Paris, Denoël, coll. « Sueurs froides » (1988)
- Le Contrat, Paris, Denoël, coll. « Sueurs froides » (1988)
- J'ai été un fantôme, Paris, Denoël, coll. « Sueurs froides » (1989)
- Le Bonsaï, Paris, Denoël, coll. « Sueurs froides » (1990)
- Le Soleil dans la main, Paris, Denoël, coll. « Sueurs froides » (1990)
- La main passe, Paris, Denoël, coll. « Sueurs froides » (1991)
- Les Nocturnes, Paris, Denoël, coll. « Sueurs froides » (1991)

#### SérieArsène Lupin
- Le Secret d'Eunerville, Paris, Librairie des Champs-Élysées (1973)
- La Poudrière, Paris, Librairie des Champs-Élysées (1974)
- Le Second Visage d'Arsène Lupin, Paris, Librairie des Champs-Élysées (1975)
- La Justice d'Arsène Lupin, Paris, Librairie des Champs-Élysées (1977)
- Le Serment d'Arsène Lupin, Paris, Librairie des Champs-Élysées (1979)

### Romans de littérature d'enfance et de jeunesse

#### SérieSans Atout
- Sans Atout et le cheval fantôme, Paris, Rageot (1971)
- Sans Atout contre l'homme à la dague, Paris, Rageot (1971)
- Les Pistolets de Sans Atout, Paris, Rageot (1973)
- Sans Atout dans la gueule du loup, Paris, Rageot (1984)
- Sans Atout et l'Invisible agresseur, Paris, Rageot (1984)
- Sans Atout, une étrange disparition, Paris, Rageot (1985)
- Sans Atout, le cadavre fait le mort, Paris, Rageot (1987)
- Sans Atout, la vengeance de la mouche, Paris, Rageot (1990)

#### Autres romans de littérature d'enfance et de jeunesse
- La Mélodie de la peur, Paris, Rageot (1989)
- La Villa d'en face, Paris, Bayard Jeunesse (1991)

### Recueils de nouvelles
- Confidences dans ma nuit, Paris, Portulan, coll. « La Mauvaise Chance » no 7 (1946), signé Thomas Narcejac
- Nouvelles Confidences dans ma nuit, Paris, Portulan, coll. « La Mauvaise Chance » no 23 (1947), signé Thomas Narcejac
- Faux et usages de faux, Paris, Librairie des Champs-Élysées, coll. « Le Masque » no 409 (1952), signé Thomas Narcejac

Note : Les trois titres ci-haut repris sous le titre Usurpation d'identité, Paris, Club du livre policier (1959), réédition augmentée, Paris, Hachette (1980), pastiches des grands auteurs de romans policiers rédigés en grande partie par Thomas Narcejac
- Le train bleu s'arrête 13 fois[6], Paris, Denoël, coll. « Sueurs froides » (1966)
- Manigances, Paris, Denoël, coll. « Sueurs froides » (1972)

### Recueil de romans
- Suspense, du roman à l'écran, édition de Dominique Jeannerod, Gallimard,Quarto, 2025[7]

### Essais
- Esthétique du roman policier, Paris, Portulan (1947), signé Thomas Narcejac
- La Fin d'un bluff. Essai sur le roman policier noir américain, Paris, Portulan (1949), signé Thomas Narcejac
- Le Cas Simenon, Paris, Presses de la Cité (1950), signé Thomas Narcejac
- Le Roman policier, Paris, Payot, coll. « Petite Bibliothèque Payot » no 70 (1964), essai théorique sur le genre policier
- Le Roman policier, Paris, P.U.F., coll. « Que sais-je ? » no 1623 (1974), essai théorique et historique sur le genre policier.
- Une machine à lire : Le Roman policier, Denoël/Gonthier, coll. « Médiations » (1975), signé Thomas Narcejac, essai réflexif sur le roman policier et quelques-uns des maîtres du genre : R. Austin Freeman, Ellery Queen, John Dickson Carr, G. K. Chesterton, Agatha Christie
- Tandem, ou 35 ans de suspense, Paris, Denoël (1986)

## Filmographie

### Scénarios
- 1957 : Les Louves, film français réalisé par Luis Saslavsky, scénario de Luis Saslavsky et Boileau-Narcejac d'après leur roman éponyme, avec François Périer, Jeanne Moreau et Micheline Presle.
- 1957 : S.O.S. Noronha, film français réalisé par Georges Rouquier, scénario de Georges Rouquier et Boileau-Narcejac d'après la nouvelle éponyme de Pierre Viré, avec Jean Marais, Daniel Ivernel et Yves Massard.
- 1959 : Douze Heures d'horloge, film franco-allemand réalisé par Géza von Radványi, scénario de Boileau-Narcejac d'après leur pièce radiophonique La Belle, avec Lino Ventura, Hannes Messemer et Laurent Terzieff
- 1959 : Un témoin dans la ville, film franco-italien réalisé par Édouard Molinaro, scénario original de Boileau-Narcejac et Gérard Oury, avec Lino Ventura, Françoise Brion et Jacques Berthier
- 1960 : Les Yeux sans visage, film français réalisé par Georges Franju, scénario de Boileau-Narcejac, Claude Sautet et Jean Redon, d'après le roman éponyme de ce dernier, avec Pierre Brasseur, Alida Valli et Édith Scob
- 1961 : Pleins Feux sur l'assassin, film français réalisé par Georges Franju, scénario original de Boileau-Narcejac, avec Pierre Brasseur, Pascale Audret et Jean-Louis Trintignant
- 1962 : Le crime ne paie pas, film français à sketches réalisé par Gérard Oury, scénario original de Boileau-Narcejac pour le sketche L'Affaire Fenayrou, avec Pierre Brasseur et Annie Girardot

## Adaptations

### Au cinéma
- 1955 : Les Diaboliques, film français réalisé par Henri-Georges Clouzot, d'après le roman Celle qui n'était plus, avec Simone Signoret, Véra Clouzot, Paul Meurisse et Charles Vanel. Le film ayant grandement contribué au triomphe du livre, les auteurs décidèrent de le surbaptiser Les Diaboliques, malgré la confusion toujours facile entre leur roman et le recueil de nouvelles Les Diaboliques, de Jules Barbey d'Aurevilly, paru en 1874. Les éditions récentes du roman reprennent le titre initial.
- 1958 : Sueurs froides (Vertigo), film américain réalisé par Alfred Hitchcock, d'après le roman D'entre les morts, avec James Stewart et Kim Novak
- 1960 : Les Magiciennes, film français réalisé par Serge Friedman, d'après le roman homonyme, avec Jacques Riberolles
- 1960 : Faces in the Dark, film britannique réalisé par David Eady, d'après le roman Les Visages de l'ombre, avec John Gregson, Mai Zetterling et John Ireland
- 1960 : Meurtre en 45 tours, film français réalisé par Étienne Périer, d'après le roman À cœur perdu, avec Danielle Darrieux, Jean Servais et Michel Auclair
- 1962 : Maléfices, film français réalisé par Henri Decoin, d'après le roman homonyme, avec Juliette Gréco, Jean-Marc Bory et Liselotte Pulver
- 1969 : Maldonne, film français réalisé par Sergio Gobbi, d'après le roman homonyme, avec Pierre Vaneck, Elsa Martinelli et Robert Hossein
- 1991 : Body Parts, film américain réalisé par Eric Red, d'après le roman ...Et mon tout est un homme, avec Jeff Fahey, Brad Dourif et Zakes Mokae
- 1992 : Les Eaux dormantes film français réalisé par Jacques Tréfouël, avec Philippe Caroit, Ludmila Mikaël, Danièle Delorme et Michel Galabru
- 1993 : Les Veufs (Entangled), film américain réalisé par Max Fischer, d'après le roman homonyme, avec Judd Nelson et Pierce Brosnan
- 1993 : Volchitsy, film russe réalisé par Leonid Kulagin, d'après le roman Les Louves
- 1994 : Meurtre en musique, film franco-canadien (québécois) réalisé par Gabriel Pelletier, d'après le roman À cœur perdu, avec Joe Bocan, Serge Dupire et Claude Léveillée
- 1995 : La Présence des ombres, film franco-canadien (québécois) réalisé par Marc F. Voizard, d'après le roman Celle qui n'était plus, avec Patrice L'Écuyer, Isabelle Renauld et Denis Mercier
- 1996 : Diabolique, film américain réalisé par Jeremiah S. Chechik, d'après le roman Celle qui n'était plus, avec Sharon Stone, Isabelle Adjani, Chazz Palminteri et Kathy Bates
- 1996 : Les Victimes, film français réalisé par Patrick Grandperret, d'après le roman homonyme, avec Jacques Dutronc, Vincent Lindon, Florence Thomassin et Karin Viard
- 2012 : Comme un homme, film franco-belge réalisé par Safy Nebbou, d'après le roman L'Âge bête, avec Émile Berling, Charles Berling et Sarah Stern

### À la télévision
- 1959 : Meurtre au ralenti, téléfilm français réalisé par Jean-Paul Carrère en 1959, d'après le drame en deux actes Meurtre au ralenti présenté au Grand-Guignol en 1956
- 1974 : Reflections of Murder, téléfilm américain réalisé par John Badham, d'après le roman Celle qui n'était plus, avec Tuesday Weld, Joan Hackett et Sam Waterston
- 1975 : Au bois dormant, téléfilm français réalisé par Pierre Badel, d'après le roman éponyme, avec Maureen Kerwin et Bernard Alane
- 1975 : La Porte du large, téléfilm français réalisé par Pierre Badel, d'après le roman éponyme, avec Georges Géret et Bernadette Lafont
- 1978 : Ztrácím te, lásko, téléfilm tchèque réalisé par Eva Sadková, d'après le roman À cœur perdu, avec Jana Hlavácová
- 1980 : L'Âge bête, téléfilm français réalisé par Jacques Ertaud, d'après le roman éponyme, avec Jean-Luc Azra, Éric Remy et Bernadette Le Saché
- 1981 : Les Panthères, téléfilm français réalisé par Philippe Masson, d'après la nouvelle éponyme, avec Danièle Aymé, Annie Boudard et Marie Collins
- 1981 : Carte vermeil, téléfilm français réalisé par Alain Levent, d'après le roman éponyme, avec Jean-Pierre Aumont, Micheline Presle et Francine Bergé
- 1981 : Opération primevère (Histoires de voyous), téléfilm français d'après le roman éponyme, avec François-Éric Gendron, Wolfgang Höper et Pierre Londiche
- 1982 : 45 kaiten no satsujin, téléfilm japonais réalisé par Seiji Hattori, d'après le roman Meurtre en 45 tours
- 1984 : Gesichter des Schattens, téléfilm allemand réalisé par Kristian Kühn, d'après le roman Les Visages de l'ombre
- 1986 : Les Louves, téléfilm franco-britannique réalisé par Peter Duffell, d'après le roman éponyme, avec Yves Beneyton, Cherie Lunghi et Andréa Ferréol
- 1989 : La Vie en miettes, téléfilm franco-italien réalisé par Mario Caiano, d'après le roman éponyme, avec Roger Miremont et Lorenza Guerrieri
- 1989 : L'ingénieur aimait trop les chiffres, téléfilm français réalisé par Michel Favart, d'après le roman éponyme, avec Jean-Pierre Bisson, Dietlinde Turban et Jean-Pierre Bouvier
- 1990 : La mort a dit : Peut-être, téléfilm français réalisé par Alain Bonnot, d'après le roman éponyme, avec Jean-Claude Dauphin, Leslie Malton, Angelo Infanti et Marie-José Nat
- 1990 : Tote leben nicht allein, téléfilm allemand réalisé par Nina Grosse, d'après le roman La Tenaille, avec Myriem Roussel, Peter Sattmann et Klaus J. Behrendt
- 1990 : Das Geheimnis des gelben Geparden (de), téléfilm allemand réalisé par Carlo Rola (de), d'après le roman Maléfices, avec Iris Berben, Pierre Malet et Susanne Lothar
- 1992 : Champ clos (série V comme vengeance), téléfilm français réalisé par Claude Faraldo, d'après le roman éponyme, avec Micheline Presle, Hildegard Knef et Inge Meysel
- 1993 : House of Secrets, téléfilm américain réalisé par Mimi Leder, d'après le roman Celle qui n'était plus, avec Melissa Gilbert, Bruce Boxleitner et Kate Vernon
- 2005 : Cerná karta, téléfilm tchèque réalisé par Zdenek Zelenka, d'après le roman Carte vermeil, avec Josef Abrhám
- 2011 : La Vie en miettes, téléfilm français réalisé par Denis Malleval, d'après le roman éponyme, avec Bruno Debrandt, Audrey Fleurot et Marie Denarnaud
- 2012 : La Main passe, téléfilm français réalisé par Thierry Petit, d'après le roman éponyme, avec Bruno Todeschini, Anne Azoulay, Marie-Christine Barrault et Natalia Dontcheva
- 2023 : Adieu vinyle, téléfilm français réalisé par Josée Dayan, d'après le roman À cœur perdu, avec Isabelle Adjani, Mathieu Amalric et Matthieu Dessertine

## Distinctions
- Prix du roman d'aventures 1938 pour le roman de Pierre Boileau Le Repos de Bacchus[8]
- Prix du roman d'aventures 1948 pour le roman de Thomas Narcejac La mort est du voyage[8]
- Prix de l'Humour noir 1965 pour ... Et mon tout est un homme[9]
- Prix Mystère de la critique 1974 pour Le Secret d'Eunerville[10]